# توماس سوربی
توماس سوربی (به انگلیسی: Thomas Sorby) بازیکن فوتبال زادهٔ ۱۶ فوریه ۱۸۵۶ اهل کشور انگلستان بود که سابقهٔ بازی در تیم ملی فوتبال انگلستان را در کارنامهٔ خود دارد. وی در تاریخ ۱۸ ژانویه ۱۸۷۹ تنها بازی ملی خود را در مقابل تیم ملی فوتبال ولز انجام داد.
این بازیکن توانسته در این بازی ملی، ۱ گل به ثمر برساند.